# Rock the Plank
Rock the Plank is het derde studioalbum van de Amerikaanse punkband Mad Caddies. Het album werd op 10 april 2001 net als twee voorgaande albums uitgegeven door het punklabel Fat Wreck Chords. Het is het enige album van Mad Caddies waar drummer Derrick Plourde aan heeft meegewerkt.

## Nummers
Tracks 1-3, 5-6, 8, en 10-12 zijn opgenomen in Motor Studios en geproduceerd door Ryan Greene. Tracks 4, 7, 9, en 13 zijn opgenomen bij Orange Whip Recording en geproduceerd door Angus Cooke.
1. "Shaving Your Life" - 2:06
2. "Mary Melody" - 3:09
3. "B-Side" - 2:58
4. "Days Away" - 3:44
5. "Bridges" - 2:41
6. "We'll Start to Worry When the Cynics Start Believing" - 3:17
7. "Weird Beard" - 2:44
8. "Easy Cheese" - 2:17
9. "Hound Bound" - 3:38
10. "Depleted Salvo" - 2:59
11. "Chevy Novacaine" - 2:39
12. "Booze Cruise" - 2:25
13. "All American Badass" - 2:41

## Band
- Chuck Robertson - zang
- Sascha Lazor - basgitaar, gitaar
- Carter Benson - gitaar, basgitaar
- Mark Iversen - basgitaar
- Eduardo Hernandez - blaasinstrumenten
- Keith Douglas - blaasinstrumenten
- Daniel Rivera - drums
- Derrick Plourde - drums